# Šabtaj Šavit
Šabtaj Šavit (hebrejsky שבתי שביט‎; 17. července 1939 – 5. září 2023) byl v letech 1989 až 1996 ředitelem izraelské zpravodajské služby Mosad.

## Biografie
Narodil se v Haifě a začínal v Izraelských obranných silách (IOS). Sloužil ve speciálních jednotkách Sajeret Matkal, poté byl v letech 1958 až 1959 velitelem jižního velitelství IOS. V roce 1964 vstoupil do Mosadu. Zde strávil celý svůj život až do odchodu do penze z pozice ředitele Mosadu. Stal se prvním ředitelem Mosadu, jehož jméno bylo při odvolání zveřejněno. Po odchodu do penze pracoval pět let jako výkonný ředitel Makabi šerutej bri'ut. Poté byl v roce 2001 jmenován předsedou Protiteroristického institutu při Interdisciplinary Center v Herzlii a prezidentem a výkonným ředitelem EMG Israel. Šavit navíc stále pracuje jako poradce izraelské Rady národní bezpečnosti, poradce podvýboru Knesetu pro zpravodajské služby a výboru pro zahraniční věci a státní bezpečnost, a navíc jako člen operační skupiny pro budoucí připravenost proti terorismu NYFD.
V červnu 2010 se vyslovil pro preventivní úder proti íránským jaderným zařízením. Zároveň by se podle měj měli stát cílem náboženští představitelé teroristických organizací a hlavy států podporující teroristické organizace.